# Catocyclotis adelina
Catocyclotis adelina is een vlindersoort uit de familie van de prachtvlinders (Riodinidae), onderfamilie Riodininae.
Catocyclotis adelina werd in 1872 beschreven door Butler.